# Svarta damen
Svarta damen (The Wicked Lady) är en brittisk film från 1945. Enligt Kinematograph Weekly var den 1946 års största kassasuccé i Storbritannien. Den ansågs även vara årets bästa film i Storbritannien och man hade de bästa huvudskådespelarna (James Mason och Margaret Lockwood). Den var även skapad av en uppskattad studio (Gainsborough) och man hade en högt ansedd regissör (Leslie Arliss).
Något som bidrog till filmens popularitet var att den hade en central kvinnlig huvudkaraktär (Margarete Lockwood) som bröt mot den sociala ordningen. Under 1940-talet förekom den typen av huvudperson i många framgångsrika filmer.